# Турн-и-Таксис, София Фридерика
София Фридерика Доротея Генриетта Турн-и-Таксис (нем. Sophie Friederike Dorothea Henriette von Thurn und Taxis; 20 июля 1758 год, Регенсбург — 31 мая 1800 год) — принцесса Турн-и-Таксис, княгиня Радзивилл.

## Биография
София Фридерика — дочь князя Карла Ансельма Турн-и-Таксиса и его супруги Августы Елизаветы Вюртембергской, дочери герцога Карла Александра Вюртембергского и Марии Августы Турн-и-Таксис. 31 декабря 1775 года в Регенсбурге вышла замуж за князя Иеронима Винцента Радзивилла. У супругов родилось четверо детей, в том числе Доминик Иероним Радзивилл. 
София Фридерика прославилась романом с композитором и пианистом Яном Дусиком, который с 1782 года служил капельмейстером у старшего брата её мужа, князя Кароля Станислава Радзивилла в семейном дворце в Несвиже. 17 января 1784 года София Фридерика бежала с Дусиком через прусскую границу в Тильзит, а оттуда влюблённые перебрались в Гамбург. Оттуда княгиня одна вернулась в Регенсбург и помирилась с мужем. София Фридерика во второй раз вышла замуж в 1795 году за некоего Казановского, в третий раз в 1797 году — за графа Остророга.